# Nachal ha-Me'ara
Nachal ha-Me'ara (hebrejsky נחל המערה‎, doslova Jeskynní potok) je vádí v Izraeli, v Judských horách v Jeruzalémském koridoru.
Začíná v nadmořské výšce přes 600 metrů u vesnice Bar Giora. Směřuje pak skrz národní park Bejt Ita'b k západu zahloubeným údolím se zalesněnými svahy. Ústí poblíž vesnice Zanoach, jihovýchodně od města Bejt Šemeš do vádí Nachal Zanoach, které pak jeho vody odvádí do potoka Sorek. Údolí je turisticky využíváno a vedou tudy značené trasy. Nachází se zde terénní stupně, které v době dešťů vytvářejí vodopády. Zvětráváním vápence zde také vznikly jeskyně. V nich byly objeveny stopy po kontinuálním osídlení předchůdců dnešních lidí, které trvalo jeden milión let.
Společně s nedalekými toky Nachal Dolev a Nachal Azen je toto vádí začleněno do přírodní rezervace Nachal Dolev. Ta je součástí širšího lesního komplexu park Acma'ut Arcot ha-brit (פארק עצמאות ארצות הברית‎, park Americké nezávislosti), který se rozprostírá na ploše 30 000 dunamů (30 km²).